# جایزه بوکر ۲۰۲۰

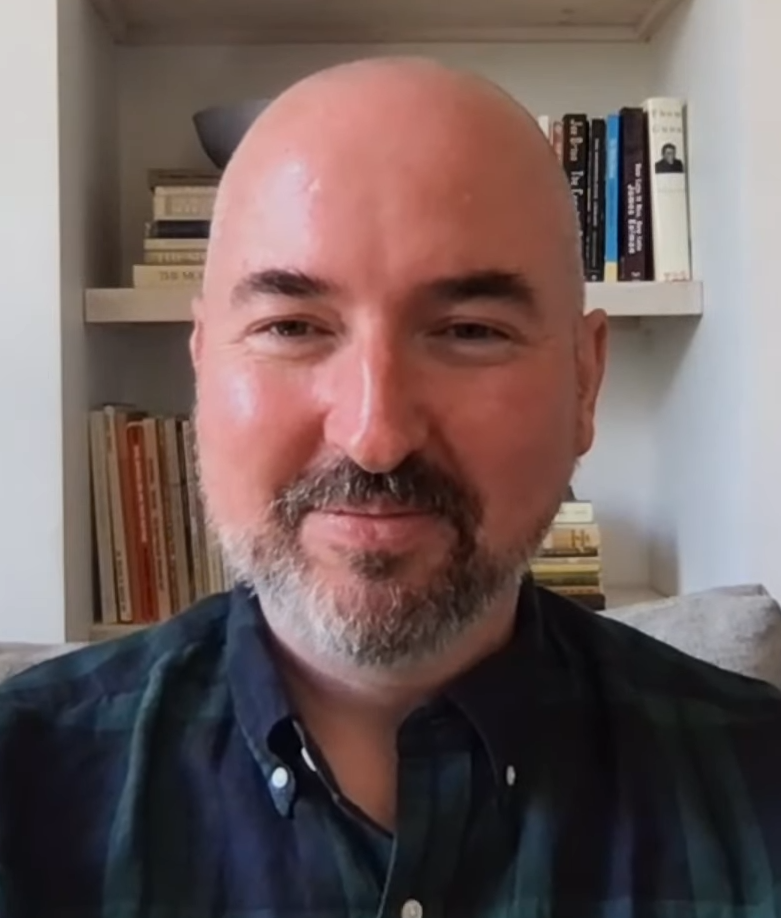
داگلاس استوارت، برنده جایزه بوکر 2020

جایزه ادبی من بوکر ۲۰۲۰ (انگلیسی: 2020 Booker Prize) ۱۹ نوامبر ۲۰۲۰ اعلام شد. لیست طولانی ۱۳ کتاب بوکر در ۲۷ ژوئیه اعلام شد و در ۱۵ سپتامبر این لیست به لیست کوتاه ۶ نفر محدود شد. این جایزه به داگلاس استوارت برای اولین رمانش، شوگی باین، با ۵۰ هزار پوند اهدا شد. استوارت دومین نویسنده اسکاتلندی است که برنده جایزه بوکر می‌شود. پیش از این در سال ۱۹۹۴ میلادی جیمز کلمن برای رمان چقدر دیر بود، چقدر دیر این جایزه را دریافت کرده‌است.

## هیئت داوری
- مارگارت باسبی
- لی چایلد
- لمن سیسی
- سمیر رحیم
- امیلی ویلسون